# 唐家岭村
40°03′50″N 116°16′09″E / 40.0639°N 116.2691°E

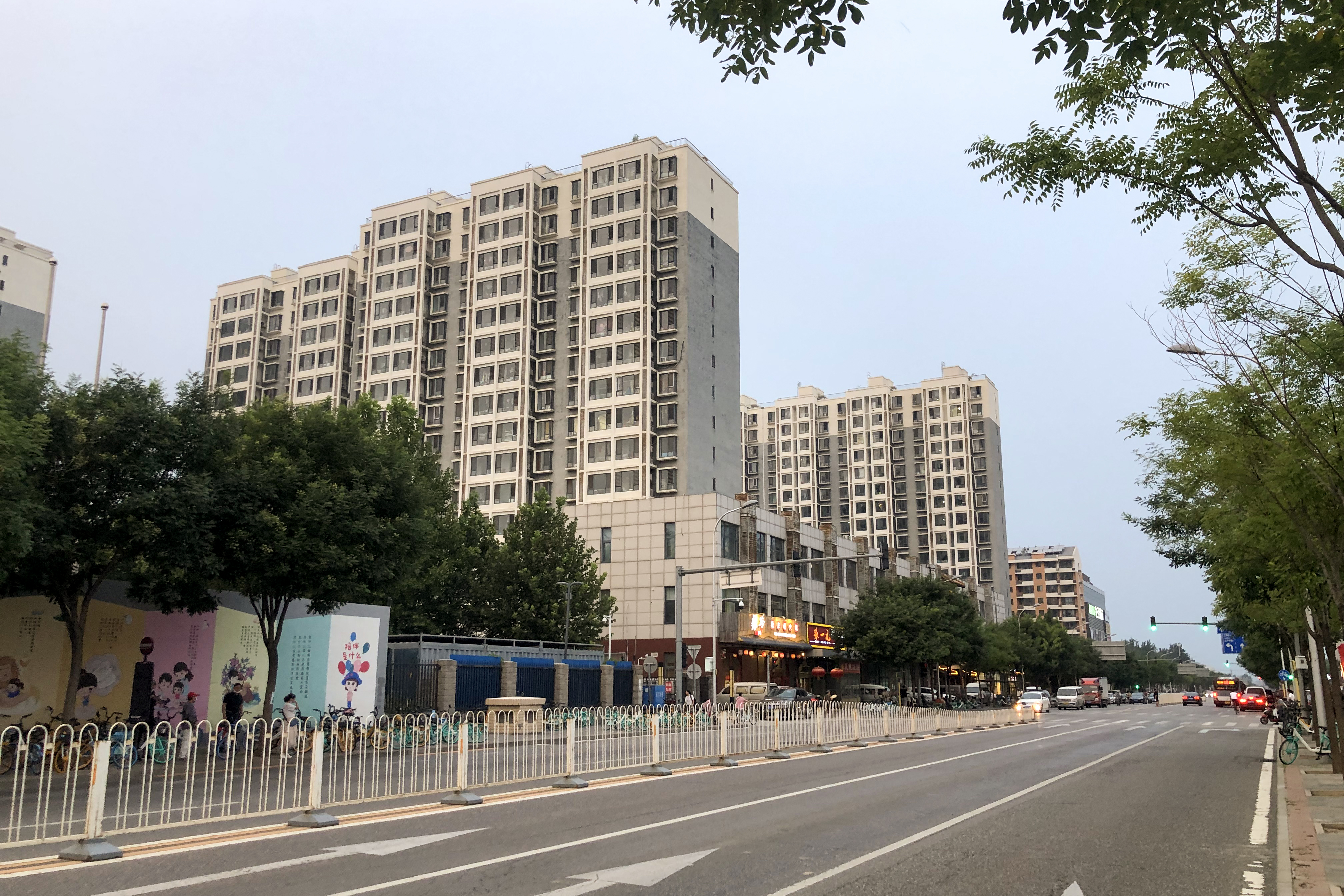
唐家岭村拆迁后修建的回迁安置房（2021年8月）

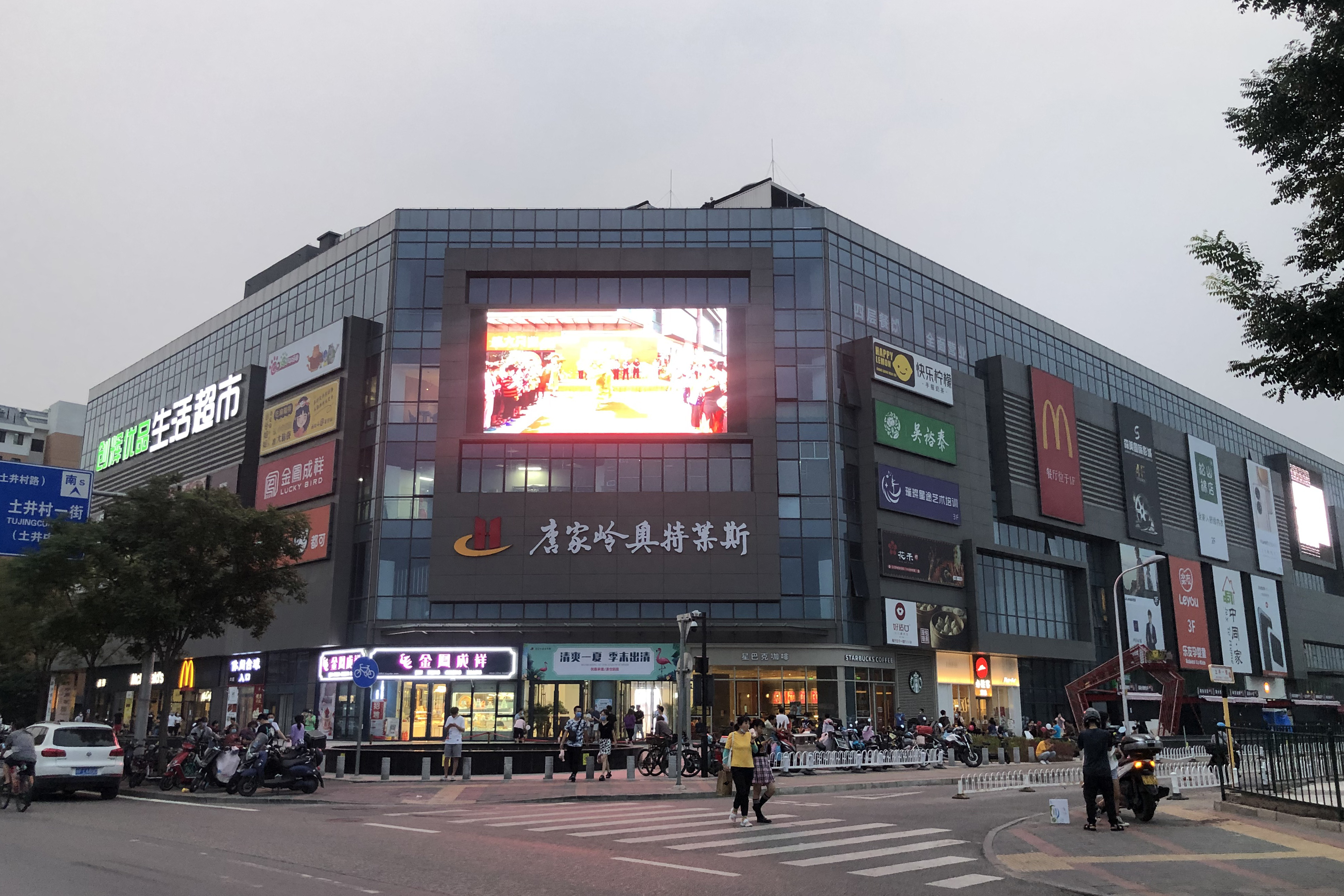
2021年6月18日开业的唐家岭奥特莱斯

唐家岭村是一個位于北京市五环西北外西北旺地区的行政村，曾因临近上地信息产业基地、租户众多而成为城中村的代名词，2010年起整体腾退改造，已改建为回迁安置房。

## 地理位置
唐家岭村东邻昌平区的回龙观，西邻土井村，南邻后厂村、杨庄子、东北旺，北邻辛店村和昌平区的二拨子村，包含靠近航天城的邓庄子，属于比较典型的城乡结合部。
近年来南面的东北旺村土地被中关村软件园征用，造成该村直接面对城市规划的局面。

## 人文历史
据传说，该村现名源于原称挡儿岭。民间附会为宋代佘太君在望儿山向北望儿，因该处遮挡儿子身影，因而称此处为“挡儿岭”，后转演成今名。

## 人口
唐家岭村户籍人口2600人，外来流动人口数万人。
近年来，随着上地附近的树村、马连洼、东北旺等城中村的改造和拆迁，唐家岭村成了中关村软件园及上地信息产业基地附近的最后一个城中村。
因为周边社区的租房价格较高，有许多在附近工作的人在这里租房，2006年以来，该村很多村民都在新建和扩建新房，以出租给更多的人赚取房租，但该村并不属于貧民窟。唐家岭村拆迁后，多数租客转而在昌平区史各庄租房。原村址改建为唐家岭新城小区（回迁房）和中关村森林公园。

## 附近学校
- 唐家岭小学（已并入北京市海淀区红英小学[4]）
- 中关村第二小学科学城北区分校
- 中国管理软件学院
- 中国科学院空天信息创新研究院
- 人大附中航天城学校
- 北京市建华实验学校

## 交通
公交车站有唐家岭南站和唐家岭北站。公交车有446、447、495等。
靠近北京地铁13号线西二旗站。

## 参看
- 城中村
- 蚁族